# Arrondissement administratif d'Ath
L'arrondissement administratif d'Ath est l'un des sept arrondissements administratifs de la province de Hainaut en Région wallonne (Belgique). Sa superficie est de 667,94 km2 et sa population au 1er janvier 2025 s’élevait à 130 759 habitants, soit une densité de population de 194,63 habitants/km2.
Cet arrondissement administratif fait partie de l'arrondissement judiciaire du Hainaut.

## Histoire
En 1818, il fait partie de la France. Le chef-lieu et Ath furent regroupés avec la commune de Chièvres qui appartenait auparavant à l'arrondissement de Mons.
En 1952, la commune d’Œudeghien fut prise à l'arrondissement de Soignies.
En 1971, Wattripont fut pris à l'arrondissement de Tournai.
En 1977, la commune de Cambron-Casteau fut prise à l'arrondissement de Mons et les communes de Blaton, Ligne et Montrœul-au-Bois furent prises à l'arrondissement de Tournai. Fouleng, Gondregnies et Hellebecq allèrent à l'arrondissement de Soignies. Par contre, les communes de Blicquy et Tourpes furent ajoutées à l'arrondissement de Tournai.
Les trois communes de l'arrondissement de Soignies (Enghien, Lessines et Silly) sont intégrées le 1er janvier 2019 dans l'arrondissement par décret du 25 janvier 2018 modifiant des articles relatifs au code de la démocratie locale et de la décentralisation de la région wallonne,.

## Communes et leurs sections

### Communes
- Ath
- Belœil
- Bernissart
- Brugelette
- Chièvres
- Ellezelles
- Enghien (v)
- Flobecq
- Frasnes-lez-Anvaing
- Lessines
- Silly

### Sections
- Anvaing
- Arc-Ainières
- Arbre
- Ath
- Attre
- Aubechies
- Basècles
- Bassilly
- Belœil
- Bernissart
- Blaton
- Bois-de-Lessines
- Bouvignies
- Brugelette
- Buissenal
- Cambron-Casteau
- Chièvres
- Cordes
- Dergneau
- Deux-Acren
- Ellezelles
- Ellignies-Sainte-Anne
- Enghien
- Flobecq
- Forest
- Fouleng
- Frasnes-lez-Buissenal
- Gages
- Ghislenghien
- Ghoy
- Gibecq
- Gondregnies
- Grandglise
- Graty
- Grosage
- Hacquegnies
- Harchies
- Hellebecq
- Herquegies
- Houtaing
- Hoves
- Huissignies
- Irchonwelz
- Isières
- Ladeuze
- Lahamaide
- Lanquesaint
- Lessines
- Ligne
- Maffle
- Mainvault
- Marcq
- Meslin-l'Évêque
- Mévergnies-lez-Lens
- Montrœul-au-Bois
- Moulbaix
- Moustier
- Œudeghien
- Ogy
- Ollignies
- Ormeignies
- Ostiches
- Papignies
- Petit-Enghien
- Pommerœul
- Quevaucamps
- Ramegnies
- Rebaix
- Saint-Sauveur
- Silly
- Stambruges
- Thoricourt
- Thumaide
- Tongre-Notre-Dame
- Tongre-Saint-Martin
- Ville-Pommerœul
- Villers-Notre-Dame
- Villers-Saint-Amand
- Wadelincourt
- Wannebecq
- Wattripont
- Wodecq

## Démographie
La forte augmentation au 1er janvier 2020 s'explique par une redéfinition des limites d'arrondissements en vigueur depuis le 1er janvier 2019.
- Source: DGS , de 1830 à 1970=recensements population; à partir de 1980 = nombre d'habitants chaque 1 janvier[1]